# Marco Piccinini (arbitro)
Marco Piccinini (Forlì, 29 settembre 1983) è un arbitro di calcio italiano.

## Carriera

### Anni 2010
Arrivato in Lega Pro nel 2011, ha trascorso cinque anni in terza serie, nei quali ha diretto anche una finale play-off. 
Nel 2016 viene promosso in C.A.N. B, esordendo nella serie cadetta il 10 settembre, in occasione di Pro Vercelli-Cittadella, terminata 1-5. Il 13 gennaio 2017 è stato insignito del Premio Luca Colosimo come miglior arbitro della Lega Pro 2015-2016; il 20 settembre ha debuttato in Serie A, nella partita Atalanta-Crotone, vinta dalla squadra bergamasca per 5-1.
Al termine della stagione 2019-20 vanta 21 presenze in Serie A. Il 2 giugno 2019 è designato per la finale di ritorno dei play off di serie B tra Hellas Verona-Cittadella..
Il 3 luglio 2019 viene promosso in CAN A.

### Anni 2020
Il 1º settembre 2020 viene inserito nell'organico della CAN A-B, nata dall’accorpamento di CAN A e CAN B: dirigerà sia in Serie A che in Serie B. Nella stagione 2020-2021 viene designato in 13 partite del massimo campionato e per 5 in cadetteria.
Nell'ambito di una collaborazione tra l'AIA e la Federazione Cipriota, il 14 maggio 2022 dirige AEL Larnaca-Paphos, con l'italiano Juan Luca Sacchi in qualità di VAR, mentre il giorno seguente è VAR in APOEL Nicosia-Anorthosis, diretta da Sacchi. Entrambe le gare erano valide per i playoff del massimo campionato di Cipro.
Nell'ambito di una collaborazione tra l'AIA e la Federazione Cipriota, il 16 dicembre 2022 è VAR in AEK Larnaca-Omonia Nicosia, diretta dall'italiano Gianluca Manganiello, mentre il giorno seguente è nuovamente VAR in Apollon Limassol-Anorthosis, entrambe gare del massimo campionato di Cipro.
Il 25 aprile 2023 viene designato nel ruolo di VAR per la partita Olympiacos-AEK Atene, valida per Souper Ligka Ellada, diretta dall'italiano Davide Massa.
Nell'ambito di una collaborazione tra l'AIA e la Federazione Cipriota, il 24 settembre 2023 dirige Apollon Limassol-AEL Limassol e il giorno seguente è VAR in Omonia Nicosia-Aris Limassol, entrambe gare del massimo campionato di Cipro.
Nell'ambito di una collaborazione tra l'AIA e la Federazione Cipriota, l'8 e il 9 dicembre 2023 è VAR rispettivamente in Othellos Athienou-Apollon Limassol e in Omonia Nicosia-Zakakiou, mentre il 10 dicembre 2023 dirige Achnas-Anorthosis, tutte e tre gare del massimo campionato cipriota.